# Анно (кантон)
Анно́ (фр. Annot) — кантон во Франции, находится в регионе Прованс — Альпы — Лазурный Берег, департамент Альпы Верхнего Прованса. Входит в состав округа Кастелан.
Код INSEE кантона — 0402. Всего в кантон Анно входит 7 коммун, из них главной коммуной является Анно.

## Коммуны кантона
| Коммуна   | Население, чел. (1999) | Почтовый индекс | Код INSEE |
| --------- | ---------------------- | --------------- | --------- |
| Анно      | 988                    | 04240           | 04008     |
| Бро       | 118                    | 04240           | 04032     |
| Вергон    | 108                    | 04170           | 04236     |
| Ле-Фюжере | 168                    | 04240           | 04090     |
| Меай      | 87                     | 04240           | 04115     |
| Сен-Бенуа | 112                    | 04240           | 04174     |
| Юбрей     | 85                     | 04240           | 04224     |

## Население
Население кантона на 2008 год составляло 1 845 человек.
| 1962  | 1968  | 1975  | 1982  | 1990  | 1999  | 2006  | 2007  | 2008  |
| ----- | ----- | ----- | ----- | ----- | ----- | ----- | ----- | ----- |
| 1 428 | 1 604 | 1 473 | 1 632 | 1 715 | 1 666 | 1 802 | 1 825 | 1 845 |